# La porta della Cina
La porta della Cina (China Gate) è un film del 1957 diretto da Samuel Fuller.
È un film di guerra statunitense con Gene Barry, Angie Dickinson e Nat King Cole. È ambientato nel 1954, durante la guerra d'Indocina.

## Trama
Nel Vietnam ancora colonia francese, la mezzosangue euroasiatica Lucky Legs sposa un americano sergente della Legione straniera. Nasce un figlio dai caratteri somatici orientali che non è ben accetto dal marito, il quale la lascia per partecipare alla Guerra di Corea. Alcuni anni dopo, durante la guerra d'Indocina, grazie alle sue conoscenze del territorio, i francesi la coinvolgono in una missione di sabotaggio: dovrà guidare una pattuglia di Legionari alla ricerca di alcuni depositi del nemico Viet Minh. Tra i legionari della pattuglia c'è anche il suo ex-marito. Dopo varie vicissitudini e scontri con il nemico, individuano un arsenale. Lucky si sacrificherà facendo detonare manualmente l'esplosivo. Il suo sacrificio non sarà vano: il sergente Brock riprenderà suo figlio e lo farà crescere in America.

## Produzione
Il film fu diretto, sceneggiato e prodotto da Samuel Fuller per la Globe Enterprises e girato nei pressi delle Bronson Caves (Bronson Canyon), Los Angeles, in California. Il titolo di lavorazione fu Gates of China.

## Colonna sonora
- China Gate - musica di Victor Young, parole di Harold Adamson, cantata da Nat King Cole

## Distribuzione
Il film fu distribuito con il titolo China Gate negli Stati Uniti dal 22 maggio 1957 (première a New York) al cinema dalla Twentieth Century Fox.
Altre distribuzioni:
- in Austria nell'agosto del 1957 (China-Legionär)
- in Germania Ovest il 13 agosto 1957 (China-Legionär)
- in Svezia il 16 settembre 1957 (Kinesflickan)
- in Finlandia il 6 dicembre 1957 (Sissipartio)
- in Portogallo il 17 luglio 1958 (A Porta da China)
- in Spagna (Corredor hacia China)
- in Brasile (No Umbral da China)
- in Grecia (Otan ximerose i megali mera)
- in Francia (Porte de Chine)
- in Italia (La porta della Cina)

## Critica
Secondo il Morandini sono vari i temi su cui poggia il film, oltre a quello della guerra: il matrimonio misto, la solidarietà tra commilitoni, la "fratellanza dei reietti", la "guerra come mestiere". Il film assume anche tratti propagandistici come l'anticomunismo e si rivela il primo vero lungometraggio cinematografico sulla guerra d'Indocina, una storia in cui i personaggi intrecciano le loro motivazioni personali con il fine principale del conflitto e solo alla fine "il privato e il pubblico si confondono".
Secondo Leonard Maltin ad essere veramente interessanti sono le trame secondarie che fanno da contorno ad una "vivace storia d'azione".

## Promozione
La tagline è: "An American dynamiter love-locked in war-locked China!".